# درم شوكي (نرغسان)
درم شوکي (بالفارسية: درم شوکی) هي قرية تقع في إيران في قسم نرغسان الریفي. يقدر عدد سكانها بـ 24 نسمة .